# Elif Eralp

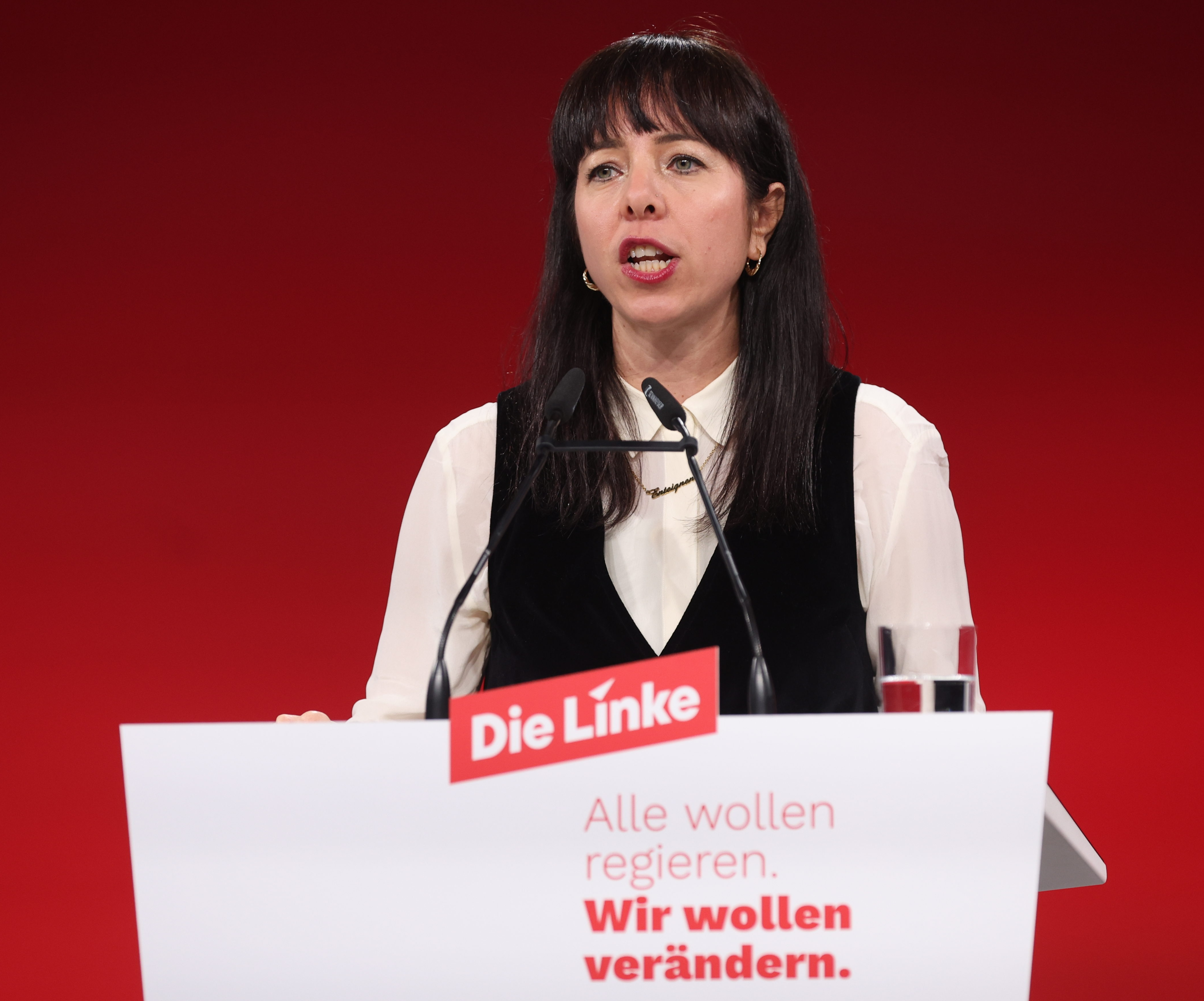
Elif Eralp (2025)

Elif Eralp (geboren 1981 in München) ist eine deutsche Juristin und Politikerin (Die Linke). Seit 2021 ist sie Mitglied des Abgeordnetenhauses von Berlin.

## Leben

### Ausbildung und Beruf
Eralps Eltern, sozialistisch und gewerkschaftlich aktiv, flohen im September 1980 nach dem Militärputsch aufgrund politischer Verfolgung aus der Türkei nach Deutschland. Elif Eralps Mutter war im achten Monat schwanger, als die Eltern zunächst nach München kamen. Sie konnten dort mit Hilfe von Amnesty International Asyl beantragen. Wenig später wurde Eralp in München geboren. Sie wuchs zunächst dort auf, später in Dortmund, wo ihr Vater als Arzt tätig sein konnte. Im Alter von acht Jahren zog die Familie  nach Hamburg-Altona, wo sie auch ihre Schullaufbahn absolvierte.
Nach ihrem Abitur studierte Eralp von 2001 bis 2007 Rechtswissenschaften an der Universität Hamburg. Das Studium schloss sie zunächst mit dem Ersten Juristischen Staatsexamen ab. Anschließend absolvierte sie ihr juristischen Referendariat unter anderem beim Amtsgericht Hamburg, beim Hohen Flüchtlingskommissar der UN in Berlin, der Deutschen Botschaft Ottawa und einer Anwaltskanzlei für Aufenthalts- und Asylrecht. 2009 schloss sie ihre Ausbildung mit dem Zweiten Juristischen Staatsexamen in Hamburg ab.
2010 zog Eralp nach Berlin und begann als Referentin für Rechtspolitik bei der Bundestagsfraktion der Linken im Arbeitskreis „BürgerInnenrechte und Demokratie“ zu arbeiten.

### Politik
Eralp war bereits seit ihrer Jugend politisch aktiv, unter anderem engagierte sie sich umweltpolitisch und unterstützte Castortransportblockaden im Wendland. Erst 2017 trat sie der Partei Die Linke bei, seit 2018 ist sie Vorstand im Berliner Landesverband der Partei. Neben dem Engagement für die Partei ist Eralp auch in Initiativen gegen Rassismus und Gentrifizierung und für ein bezahlbares Wohnen für Alle aktiv. Unter anderem engagierte sie sich im migrantischen Verein Allmende e.V.
Mitte 2019 gründete Eralp zusammen mit ihren Landesvorstandskollegen Hamze Bytyci sowie Ferat Koçak und Belma Bekos den bundesweiten, parteiinternen Zusammenschluss Links*Kanax, der sich unter anderem für eine stärkere Einbindung von Parteimitgliedern mit Rassismuserfahrung einsetzt. Der Zusammenschluss setzte unter anderem die Einrichtung einer ehrenamtlichen Antidiskriminierungsstelle für Menschen durch, die Diskriminierungserfahrungen in der Partei machen. Ebenso setzte sich Eralp und ihre Kollegen für einen Diversitätsausschuss ein, der Strategien und Konzepte entwickelt, wie mehr Menschen mit Migrationsgeschichte in der Partei organisiert und angesprochen werden können.
2021 nominierte der Berliner Landesverband der Linken anlässlich der Abgeordnetenhauswahl 2021 Eralp für ein Direktmandat im Wahlkreis Friedrichshain-Kreuzberg 2 sowie für den aussichtsreichen Platz 7 der Landesliste. Ziel des Landesverbandes und der Vorsitzenden Katina Schubert war es unter anderem, unter den ersten zehn Listenplätzen „neue Gesichter“ zu platzieren. Als eigene Motivation für ihre Kandidatur nannte Eralp unter anderem die rechtsextremen Anschläge in Hanau 2020, da ihre politischen Themen, Antirassismus und Antidiskriminierung, stärkere politische Relevanz gewonnen hätten. Verschiedene Medien berichteten unter anderem über Eralps Haustürwahlkampf in ihrem migrantisch geprägten Wahlkreis.
Bei der Wahl konnte sich Eralp jedoch mit 28,5 Prozent der Stimmen nicht gegen die grüne Kandidatin Marianne Burkert-Eulitz (38,5 Prozent) durchsetzen. Durch den siebten Platz auf der Landesliste zog sie dennoch ins Abgeordnetenhaus ein und trat der Fraktion der Linken bei.
Bei der Wiederholungswahl 2023 konnte Eralp ihren Sitz im Abgeordnetenhaus verteidigen.

### Privat
Eralp ist verheiratet und Mutter zweier Kinder.